# Indios de Ciudad Juárez
Die Indios de Ciudad Juárez sind ein mexikanischer Fußballverein, der im Sommer 2005 entstand, als die Mannschaft von Pachuca Junior, das bisherige Farmteam des CF Pachuca, in die nordmexikanische Grenzstadt Ciudad Juárez verfrachtet und entsprechend umbenannt wurde. Das geschah zum selben Zeitpunkt, als der bisherige Verein der Ciudad Juárez, die Cobras Ciudad Juárez, nach Los Mochis verfrachtet wurden, um dort unter der Bezeichnung Tigres als Farmteam der UANL Tigres zu fungieren.
Der Verein spielten zunächst in der Primera División 'A'. Ihren ersten großen Erfolg verzeichneten sie bereits in der Rückrunde der Saison 2005/06, als sie in der Clausura 2006 bis ins Finale vorstießen, wo sie erst im Elfmeterschießen gegen den späteren Aufsteiger Querétaro FC unterlagen. Eindrucksvoll dagegen gewann der noch junge Verein die Apertura 2007, wo er diesmal im Finale gegen die Dorados de Sinaloa mit 3:0 und 4:0 deutlich die Oberhand behielt. Weil sie dadurch bereits für das Aufstiegsfinale gegen den späteren Clausura-Sieger Club León qualifiziert waren, konnten sie sich in der Rückrunde sogar mit einem eigentlich enttäuschenden fünften Platz begnügen, der nicht zur Teilnahme an den Play-offs berechtigte. In den Aufstiegsfinals setzten sie sich schließlich gegen León mit einem Gesamtergebnis von 3:2 (das Hinspiel vor eigenem Publikum endete 1:0 und das auswärtige Rückspiel mit 2:2) durch und sind somit seit der Saison 2008/09 in der Primera División vertreten. Für Furore sorgten sie in der Rückrunde ihrer ersten Erstliga-Saison, als sie in der Gesamttabelle der Clausura 2009 den siebten Rang belegten und in den anschließenden Play-offs bis ins Halbfinale vorstießen. Im Viertelfinale hatten sie sich überraschend gegen den amtierenden Meister Toluca (1:0 und 0:0) durchgesetzt, bevor sie gegen Pachuca (0:2 und 3:2) scheiterten.